# Buckingham (Gatineau)
Buckingham ist eine Ortschaft am Rivière du Lièvre und seit dem 1. Januar 2002 ein Ortsteil von Gatineau. Davor war es eine eigenständige Gemeinde in der Outaouais-Region von Québec. Der Ort geht auf Britische Siedler aus der Zeit des Holzbooms im frühen 19. Jahrhundert zurück. Im Zensus 2021 wurde eine Bevölkerungszahl von 12.795 Einwohnern ermittelt. Der Ortsteil ist trotz seiner britischen Ursprünge heute weit überwiegend französischsprachig geprägt.